# 韋約翰
韋約翰（John White，1924年3月5日—2002年5月11日）是一位加拿大的精神科醫生，退休後極致於寫屬靈書籍。因為他到加州研究溫約翰的神醫事件，使得經過了很多接觸這類事件和人物之後，從他的專業角度，覺得那些被醫治的人都很符合聖經裡的教導。因此便開始認同後並積極投入靈恩運動。他常常和溫約翰等人主持聚會和講座，成為推動靈恩運動的重要人物。